# Mormodes lineata
Mormodes lineata là một loài phong lan có ở Panama tới Brasil.